# Mickey McConnell
Richard Barton McConnell, detto Mickey (Mesa, 14 aprile 1989), è un ex cestista statunitense.

## Carriera
Uscito dal college viene messo sotto contratto dalla Fileni Jesi in Legadue. Nel luglio 2012 passa alla Tezenis Verona.

## Palmarès
- West Coast Conference Player of the Year: 2011